# العلاقات الروسية الكندية
العلاقات الروسية الكندية هي العلاقات الثنائية التي تجمع بين روسيا وكندا.

## خلفية
كجزء من الإمبراطورية البريطانية، لم تنشئ كندا وزارة خارجية (الشؤون الخارجية) حتى عام 1909 ولم تطور سياسة خارجية مستقلة إلا بعد الثورة الروسية عام 1917 وتأسيس الاتحاد السوفياتي. كانت العلاقات بين البلدين قد أقيمت أخيرًا في الثاني عشر من يونيو عام 1942 أثناء الحرب العالمية الثانية، حين انضمت كندا إلى بريطانيا وغيرها من الدول الديمقراطية الغربية في تحالف مع الاتحاد السوفييتي ضد دول المحور في أعقاب الغزو الألماني للاتحاد السوفييتي، عملية بارباروسا. أثناء الحرب الباردة، عُدَّت كندا جزءًا من الكتلة الغربية الديمقراطية ومنظمة حلف شمال الأطلسي في معارضة لحلف وارسو الذي كان تحت قيادة الاتحاد السوفييتي.
بالمقارنة مع الولايات المتحدة والمملكة المتحدة، فإن السياسة الكندية في التعامل مع الاتحاد السوفييتي كانت أقل ميلًا إلى المواجهة، ويرجع هذا بشكل جزئي إلى أن كندا لم تكن تملك قوة نووية (بدون رؤوس نووية على الأرض). في عام 1991، كانت كندا أول دولة غربية كبرى تعترف باستقلال دول البلطيق وأوكرانيا، الأمر الذي ساعد في ترسيخ شرعيتها الدولية وإضفاء الطابع الرسمي على نهاية الاتحاد السوفييتي. وفي عام 1992، أقامت كندا وروسيا في مرحلة ما بعد الاتحاد السوفييتي علاقات ودية.

## العلاقات الدبلوماسية
في الثاني عشر من يونيو عام 2007، احتفلت كندا وروسيا بالذكرى السنوية الخامسة والستين لإقامة العلاقات الدبلوماسية بين البلدين. وتمثل كندا رسميًا في روسيا سفارة كندا في روسيا وكذلك قنصلية فخرية في فلاديفوستوك. ويحتفظ الاتحاد الروسي أيضًا بسفارة في كندا، وقنصليتين عامتين (في تورنتو ومونتريال)، وقنصلية فخرية في فانكوفر.
في الوقت الحالي، يمثل ألكسندر دارتشيف السفير الروسي في كندا.

## العضوية في المنظمات الدولية
يمتلك كل من البلدين عضويته الخاصة في منظمة الأمن والتعاون في أوروبا والاتحاد الدولي لهوكي الجليد إذ تمتعت كل من الدولتين بمنافسة قوية في هوكي الجليد.

## الحوار السياسي
تُعقد الاجتماعات بانتظام بين الممثلين الكنديين والرُّوس على أعلى المستويات. التقى رئيس الوزراء ستيفن هاربر والرئيس فلاديمير بوتين للمرة الثانية في قمة مجموعة الثماني في هيليغيندام. وقد اجتمعوا لأول مرة في قمة مجموعة الثماني في سانت بطرسبرغ عام 2006، حين أصدروا بيانات مشتركة حول العلاقات بين كندا وروسيا والتعاون بين البلدين في مجال الطاقة. ثمة علاقات تعاون بين كندا وروسيا على نطاق واسع في إطار الأمم المتحدة ومجموعة الثماني ومنظمة التعاون الاقتصادي لمنطقة آسيا والباسيفيكي ومجلس حلف شمال الأطلسي وروسيا، وغير ذلك من المحافل متعددة الأطراف.
تحافظ كل من كندا وروسيا على حوار سياسي دوري حول الأمن ومكافحة الإرهاب والقضايا العالمية. ولقد تم الآن دمج هذا الحوار في محادثات الأمن العالمي، التي تسمح للمسؤولين رفيعي المستوى بتقاسم المخاوف والحلول بشأن الحدّ من تلك المخاوف إلى جانب مناقشة القضايا الإقليمية والعلاقات الدفاعية. إن المهمة الأمنية الكبرى التي تضطلع بها كندا مع روسيا هي الدور الرائد في الشراكة العالمية ضد انتشار أسلحة الدمار الشامل، وهي مبادرة تقدمت بها مجموعة الثماني لأول مرة في كاناناسكيس. ومؤخرًا، بلغ هذا البرنامج نقطة الوسط، بميزانية بلغت مليار دولار على مدى عشر سنوات.

## التعاون الشمالي
تُعدّ كل من كندا وروسيا دولتان رئيسيتان في القطب الشمالي. وقد بدأ التعاون الثنائي النشط في هذا المجال قبل أكثر من 35 عامًا. ومن خلال الفريق العامل المعني بالقطب الشمالي والشمال التابع للجنة الانتخابية المستقلة الكندية/الروسية، يعمل كل من البلدين بشكل تعاوني ومشترك لوضع أجندة تطلعية للتعاون الشمالي.

## التعاون التقني
يُعدّ البرنامج الروسي للوكالة الكندية للتنمية الدولية، الذي أنشئ عام 1991، دليل ملموس على التزام كندا طويل الأمد بمساعدة عملية الإصلاح والتحول في روسيا. يتمثل الهدف العام للبرنامج في دعم إقامة روسيا مستقرة ومزدهرة وديمقراطية ذات اقتصاد سوقي متطور ومؤسسات تتسم بالكفاءة والاستجابة.

## العلاقات الثقافية
تتمتع الثقافة بمكانة بارزة في روسيا، إذ تقدم السوق سريعة النمو فرصًا جديدة للسلع والخدمات الثقافية الكندية. وتحضر على نطاق واسع مهرجانات أفلام متخصصة ومعارض للكتب ومعارض ثقافية وعروض أداء والتي يُنظر إليها على أنها قناة للقيم الاجتماعية. تتزايد العلاقات الثقافية الكندية مع روسيا، خاصة بعد زيارة الحاكم العام السابق أدريان كلاركسون لروسيا في خريف عام 2003، عندما أقام وفد من الكنديين البارزين في المجال الثقافي اتصالات على المدى الطويل مع نظرائهم الروس.
كانت موسيقى الملحنين الرومانسيين الروس - وأبرزهم تشايكوفسكي وموسورجيسكي ورشمانينوف، وبدرجة أقل، جلينا وبورودين وريمسكي - كورساكوف وسكريبين وجلازونوف - ذات شعبية كبيرة بين الجماهير الكندية في القرن العشرين. كان المغترب سترافينسكي الشخصية المهيمنة في الموسيقى الروسية بعد عام 1900، لكن العديد من الملحنين السوفييت - وأبرزهم بروكوفييف، وشوستاكوفيتش، والأقل شهرة مثل كاباليفسكي - كانوا ممثلين بشكل دوري في البرامج الكندية. كان كاباليفسكي قد زار كندا عام 1978 (وقبل ذلك بعدة مرات)، لكن بحلول ذلك العام لم يتم تبني الأعمال المبكرة أو الأخيرة لملحنين كنديين في ذخيرة الاتحاد السوفييتي، رغم أن فنانين كنديين كانوا يؤدون مثل هذه الأعمال في بعض الأحيان في زيارات للاتحاد السوفييتي. ثم أقيمت بعض الحفلات الافتتاحية. في خريف عام 1977، أمضى المؤلف الموسيقي هاري سومرز والملحن الكندي جون بيتر روبرتس أسبوعين في اجتماع اتحاد الجمهوريات الاشتراكية السوفييتية مع أعضاء اتحاد الممثلين السوفييت وبعض المؤديين والمنتقدين وتشاركوا بعض التسجيلات لأعمال ثقافية كندية. في عام 1978، استجابةً للعام الماضي، قام الملحن السوفييتي وعازف البيانو أندريه إشاباي بزيارة المركز الإعلامي المركزي السوفييتي.
في عام 2004، استضاف متحف الدولة هيرميتاج في سانت بطرسبرغ أعمال توم طومسون، المعرض الأول المخصص لفنان كندي. أقام متحف هيرميتاج معرضًا ناجحًا لجان بول ريوبيل في صيف عام 2006. سلطj كندا الضوء على الجبهة الثقافية لروسيا عام 2007، أقام الفنان/المصور جيف وول معرضًا في متحف بينالي موسكو الفني في فبراير، بالإضافة إلى أكثر من 40 ليلة من العروض المسرحية الكندية من قِبَل روبرت لباج وكومباجني ماري شوينارد وسيرك إيلوز ومسرح سميث جيلمور ضمن فعاليات مهرجان مسرح تشيخوف. وصادف عام 2007 أيضًا الذكرى الخمسين لجولة غلين جولد التي أقامها في الاتحاد السوفيتي عام 1957.

## مقارنة بين البلدين
هذه مقارنة عامة ومرجعية للدولتين:
| وجه المقارنة                                              | روسيا                                   | كندا                     |
| --------------------------------------------------------- | --------------------------------------- | ------------------------ |
| المساحة (كم2)                                             | 17.08 مليون                             | 9.98 مليون               |
| عدد السكان (نسمة)                                         | 146.80 مليون                            | 35.70 مليون              |
| الكثافة السكانية (ن./كم²)                                 | 8.59                                    | 3.58                     |
| العاصمة                                                   | موسكو                                   | أوتاوا                   |
| اللغة الرسمية                                             | اللغة الروسية                           | لغة إنجليزية، لغة فرنسية |
| العملة                                                    | روبل روسي                               | دولار كندي               |
| الناتج المحلي الإجمالي (بليون دولار)                      | 1.58 تريليون                            | 1.65 تريليون             |
| الناتج المحلي الإجمالي (تعادل القوة الشرائية) بليون دولار | 3.69 تريليون                            | 1.59 تريليون             |
| الناتج المحلي الإجمالي الاسمي للفرد دولار أمريكي          | 9.09 ألف                                | 43.25 ألف                |
| الناتج المحلي الإجمالي للفرد دولار أمريكي                 |                                         | 45.07 ألف                |
| مؤشر التنمية البشرية                                      | 0.798                                   | 0.913                    |
| رمز المكالمات الدولي                                      | +7                                      | +1                       |
| رمز الإنترنت                                              | .ru، .рф، .рус ‏، .su                    | .ca                      |
| المنطقة الزمنية                                           | Magadan Time ‏، ت ع م+02:00، ت ع م+12:00 |                          |

## مدن متوأمة
في ما يلي قائمة باتفاقيات التوأمة بين مدن روسية وكندية:
- ترتبط كراسنويارسك مع سو ساينت ماري باتفاقية توأمة منذ 2000.[16][16][17][18]
- ترتبط ياكوتسك مع يلونايف باتفاقية توأمة.
- ترتبط فولغوغراد مع تورونتو باتفاقية توأمة منذ 1966.[19][19][19]
- ترتبط سانت بطرسبرغ مع مدينة كيبك باتفاقية توأمة منذ 2 أكتوبر 1967.
- ترتبط خاباروفسك مع فيكتوريا باتفاقية توأمة.

## منظمات دولية مشتركة
يشترك البلدان في عضوية مجموعة من المنظمات الدولية، منها:
| علم المنظمة | اسم المنظمة                                      | تاريخ انضمام روسيا | تاريخ انضمام كندا |
| ----------- | ------------------------------------------------ | ------------------ | ----------------- |
|             | المنظمة الهيدروغرافية الدولية                    | ?                  | ?                 |
|             | المجلس القطبي                                    | 19 سبتمبر 1996     | ?                 |
|             | مجموعة العشرين                                   | 26 سبتمبر 1999     | ?                 |
|             | منظمة الشرطة الجنائية الدولية                    | 27 سبتمبر 1990     | ?                 |
|             | الاتحاد البريدي العالمي                          | ?                  | ?                 |
|             | منظمة التجارة العالمية                           | 22 أغسطس 2012      | ?                 |
|             | الفريق المعني برصد الأرض                         | ?                  | ?                 |
|             | مجموعة الموردين النوويين                         | ?                  | ?                 |
|             | مؤسسة التنمية الدولية                            | 16 يونيو 1992      | 24 سبتمبر 1960    |
|             | اتفاقية السماوات المفتوحة                        | ?                  | ?                 |
|             | منظمة الأمن والتعاون في أوروبا                   | 1992               | 25 يونيو 1973     |
|             | مؤسسة التمويل الدولية                            | 12 أبريل 1993      | 20 يوليو 1956     |
|             | منتدى التعاون الاقتصادي لدول آسيا والمحيط الهادئ | 1 نوفمبر 1998      | 6 نوفمبر 1989     |
|             | منظمة حظر الأسلحة الكيميائية                     | ?                  | ?                 |
|             | الأمم المتحدة                                    | 24 أكتوبر 1945     | 9 نوفمبر 1945     |
|             | الاتحاد الدولي للاتصالات                         | 1866               | 1 يوليو 1908      |
|             | البنك الدولي للإنشاء والتعمير                    | 16 يونيو 1992      | 27 ديسمبر 1945    |
|             | وكالة ضمان الاستثمار متعدد الأطراف               | 29 ديسمبر 1992     | 12 أبريل 1988     |
|             | مجموعة الثماني                                   | 1998               | ?                 |
|             | نظام تحكم تكنولوجيا القذائف                      | 1995               | 1987              |
|             | يونسكو                                           | 21 أبريل 1954      | 4 نوفمبر 1946     |
|             | منتدى آسيان الإقليمي ‏                            | ?                  | ?                 |

## أعلام
هذه قائمة لبعض الشخصيات التي تربطها علاقات بالبلدين:
- باميلا أندرسون (1 يوليو 1967[28][29][30] – )

## وصلات خارجية
- موقع وزارة الخارجية الروسية
- موقع وزارة الخارجية الكندية